# شهرستان کاستر (آیداهو)
شهرستان کاستر، آیداهو (به انگلیسی: Custer County, Idaho) یک سکونتگاه مسکونی در ایالات متحده آمریکا است که در آیداهو واقع شده‌است.

## خصوصیات
شهرستان کاستر ۱۲٬۷۸۶٫۸۴ کیلومترمربع مساحت دارد.